# Надгробни споменик Добрици Илићу у Грабу
Надгробни споменик Добрици Илићу (†1839) у Грабу налази се на Илића гробљу у селу Граб, Општина Лучани.

## Опис
Складно обликован споменик у облику вертикалне плоче у од жућкастог пешчара. Формом асоцира на студеничке крсташе. На источној страни је плитак геометријски приказ удвојених крстова испод кога је урезан текст епитафа. Полеђина споменика је празна.
Споменик је добро очуван, осим што је прекривен дебелим слојем лишаја.

### Епитаф
Слова предвуковског писма грубо су урезана неком оштром алатком. Текст гласи:
ОВДЕ ПОЧИВАЮ
КОСТИ
ДОБРИЦЕ ЇЛИЋА
1839